# Fira Agrària de Sant Miquel
La Fira Agrària de Sant Miquel és una fira de mostres que se celebra anualment pels volts de Sant Miquel al recinte firal de Fira de Lleida ubicat als Camps Elisis de la ciutat de Lleida i dedicada principalment a la maquinària agrícola i als equips i serveis per a l'agricultura i la ramaderia. Amb arrels al S. XIII és una de les fires més antigues dels Països Catalans, i se celebra en la seva època moderna des de 1954. Des de 1985 s'ha celebrat conjuntament amb Eurofruit.

## Història
El 23 d'agost de 1232, el Rei en Jaume el Conqueridor atorgà a la ciutat el privilegi de fer una fira anual de 10 dies de durada a partir del dia de Sant Miquel, al mes de setembre:
| « | En nom de Déu, sigui per tots coneguts que Nós, Jaume, per la gràcia de Déu, rei d'Aragó i del regne de Mallorca, València, comte de Barcelona i Urgell, i senyor de Montpeller, amb aquesta carta de present, per Nós i els nostres successors, us donem, concedim i aprovem, de manera perpètua, a vosaltres, dilectes i fidels nostres Ramon Clavell, Pere de Marimon, Bernat Guasch i Joan de Safont, cònsols, i a través vostre, a tota la universitat de Lleida, tant als presents com als futurs, fires que celebrareu anualment a la ciutat en qualsevol lloc, dins o fora, que els cònsols i prohoms veieu més convenient. Dites fires se celebraran sempre per la festa de Sant Miquel de setembre, i s'estendran durant 10 dies continuats a partir d'aquella festa. Establim, a més fermament, que qualsevol home, d'allà on sigui, que vingui a les esmentades fires, ja sigui deutor, fiador o malfactor, a excepció dels homicides, gaudeixi de la nostra protecció i guiatges especials, amb tots els béns i mercaderies, que porti a la data del seu retorn. Si algú, però, contravenint aquest nostre estatut i guiatge, s'atrevís a molestar, apoderar-se’n, detenir, impedir, gravar i empenyorar a algú que vingués o romangués a les citades fires, sense ser un homicida, aleshores que sàpiga que caurà sense remei en la ira i indignació nostra, a més de restituir, tanmateix, els danys en més del doble i satisfer una multa de mil morabetins. El que ha estat a Lleida, a deu de les calendes de setembre de l'any del Senyor de 1232.Signe de Jaume, per gràcia de Déu, rei d'Aragó i de Mallorca, i senyor de Montpeller.En foren testimonis: Pere Cornell, Valesi de Berga, Llop Eiximèn de Lusia, Ramon Berenguer d'Àger, Berenguer de Bellvís, Pere d'Anglesola, Berenguer de Cervera, Bernat d'Aspes, Ramon d'Aspes, Gombau de Ribelles, Arnau de Pradell.Signe de Guillem Escrivà, qui per manament del senyor rei mitjançant Guillem Rabassa, el seu notari, aquesta carta va escriure, en el lloc, el dia i l'any esmentats. | » |

Aquesta activitat firal continuà al llarg dels temps amb algunes interrupcions, i no és fins al S. XX quan sorgeixen diverses iniciatives per promocionar l'Economia agrària de Ponent com ara el Concurs de Tractors i Exposició de Maquinària Agrícola de 1921, promogut per la Mancomunitat de Catalunya; l'Exposició de Fruites i Flors organitzada per l'Ateneu Lleidatà el 1929, o una nova Exposició Agrícola celebrada el 1930.
L'arribada de l'any 1946 marca l'inici de l'activitat moderna de Fira de Lleida, amb l'organització de la Exposición Agrícola Ganadera e Industrial, que fou la primera de la postguerra i embrió de l'actual Fira Agrària de Sant Miquel. El 1955 la Paeria de Lleida fa públic el compromís d'organitzar una fira anual, i l'any següent s'inicia una fira de mostres dedicada a la Fruita, la maquinària agrícola i la ramaderia. El 1960, coincidint amb la consolidació del sector frutícola dins l'economia lleidatana, se celebra un congrés internacional de la fruita; la iniciativa va constituir la llavor de la celebració del saló Eurofruit, que acompanya a la Fira de Sant Miquel de forma continuada des de 1985.
Això, juntament amb una forta inversió en instal·lacions i la professionalització de la gestió firal duta a terme a mitjans dels anys 80 del S. XX, potencia la internacionalització de la fira.

## Instal·lacions
Situades al costat del riu Segre i dins del recinte dels camps elisis, són molt properes al Centre històric de Lleida.
L'any 2003 suposà l'arribada d'un quart pavelló firal que permeté augmentar la superfície expositora fins als 63.670M²
- Pavelló 1 (Palau de Vidre). Superfície: 2.200 m²
- Pavelló 2 (Zona exterior coberta). Superfície: 1.600 m²
- Pavelló 3. (Eurofruit) Superfície: 3.500 m²
- Pavelló 4. (Eurofruit) Superfície: 4.500 m²
- Connexió entre els Pavellons 3 i 4. (Eurofruit) Superfície: 450 m²
- Zona exterior de ramaderia (2 naus). Superfície: 1.420 m²
- Zona d'exposició exterior. Superfície: 50.000 m²

## Sectors representats[6]

### Maquinària agrícola
- Equips de sembra i plantació
- Equips per a la manipulació i el trasllat de productes agrícoles
- Equips per treballar el sòl
- Maquinària pesant
- Màquines i equips forestals
- Màquines per a l'aplicació d'adobs i tractaments fertilitzants i fitosanitaris
- Màquines per a la recol·lecció
- Tractors
- Recanvis

### Equips i serveis per a l'agricultura
- Adobs, productes químics i naturals
- Equips per a reg
- Gestió de residus
- Revistes tècniques i editorials
- Mitjans de comunicació
- Serveis a l'agricultura i organismes de promoció
- Transport i automoció
- Eines

### Equips i serveis per a la ramaderia
- Equips per a granges
- Equips de neteja i desinfecció ramadera
- Gàbies
- Gestió i tractament de residus ramaders
- Instal·lacions i naus per a la ramaderia
- Nutrició animal
- Màquines
- Equips i instal·lacions per a pinsos i nutrició animal
- Veterinària i sanitat ramadera
- Remolcs
- Tanques
- Accessoris

### Altres
- Accessoris
- Productes agroalimentaris i derivats
- Serveis financers i assegurances
- Diversos